# ریبارتسی (صربستان)
ریبارتسی (به صربی: Ribarci) یک منطقهٔ مسکونی در صربستان است که در بوسیلگراد واقع شده‌است. ریبارتسی ۳۹ نفر جمعیت دارد.